# Кульсонит
Кульсонит ({\displaystyle {\ce {FeV2O4}}}) — минерал класса окислов семейства шпинелидов, назван по имени индийского геолога Кульсона, первоначально название применялось для обогащенного ванадием магнетита. Синонимы — кулсонит.

## Свойства минерала

### Структура и морфология кристаллов
Кубическая сингония, пространственная группа — Fd3m; параметр ячейки — 0,829 нм для минерала из Буэна Виста; 0,846 нм для искусственного кульсонита. Число формульных единиц (Z) = 8. Структура нормальной шпинели.

### Физические свойства
Твердость 4,5—5. Удельный вес 5,17—5,20. Цвет порошка темно-бурый до черного. Блеск металлический.

### Микроскопическая характеристика
В шлифах в проходящем свете непрозрачен. В отраженном свете голубовато-серый. Отражающая способность в зеленом свете 23,5%. Изотропен, иногда аномально анизотропен.

### Химический состав
Теоретический состав: FeO — 32,4; V2O3 — 67,6. V частично замещается Fe2+. Образует ограниченный твердый раствор с магнетитом. Искусственное твердый раствор кульсонита в магнетите получен при 1000°С. Растворяется в концентрированной H2SO4. Обычные реактивы диагностического травления не действуют.

## Нахождение
Редок. Встречается в виде микроскопических кристаллов в магнетите (продукт распада твердого раствора). Обнаружен в горах Буэна Виста (Айова, США) среди магнетита в прожилках, секущих роговообманковые андезиты и содержащих скаполит, хлорит, роговую обманку и мусковит; упоминается как V-содержащий магнетит из габбро Бихара в Индии. 

## Отличия
От магнетита отличается более высокой отражательной способностью, меньшей твердостью, немагнитнстью и тем, что не травится реактивами.